# MMOG/LE
MMOG/LEとは、Materials Management Operations Guideline/Logistics Evaluation の略で、自動車、自動車部品製造業における資材管理のガイドライン/ロジスティクスに関する評価方法。 

## 解説
自動車OEMメーカーは、自社やサプライヤーの資材管理方法を独自に確立してきた。
しかしながら、多くのサプライヤーは複数のOEMメーカーに供給していることなどから、次第に標準化の重要性が認識されるようになり、北米自動車業界の標準化推進団体「Automotive Industry Action Group」（AIAG）、欧州自動車業界の標準化推進団体「Odette」の主導の下、OEMメーカーとサプライヤー各社が独自に確立してきたベストプラクティスの統一に着手し、その成果物として2004年に完成したのが「Materials Management Operations Guideline/Logistics Evaluation」（MMOG/LE：資材管理のガイドライン/ロジスティクスに関する評価方法）である。 
MMOG/LEは、サプライヤーが自社の生産拠点における資材管理の効率性を判定するための自己評価ツールで、その最終的な目標は、サプライチェーンを構成している全てのOEMメーカーやサプライヤーにとって使いやすい共通文書の提供である。 
AIAGとOdetteは、世界18カ国でMMOG/LEに関するトレーニングを行っており、MMOG/LEは，既に英語/ドイツ語/フランス語/チェコ語/中国語/ロシア語/トルコ語/スペイン語/ルーマニア語/ポルトガル語/日本語の11カ国語に翻訳されている。